# István Énekes
István Énekes (* 20. Februar 1911 in Budapest; † 2. Januar 1940 ebenda) war ein ungarischer Boxer und Olympiasieger.
István Énekes war von Beruf Eisenbahnschaffner und startete für den Budapester Eisenbahner-Sportverein Budapesti VSC. 1930 wurde er Box-Europameister im Fliegengewicht, nachdem er im Jahr zuvor nationaler Meister geworden war. Zwei Jahre später startete er bei den Olympischen Spielen in Los Angeles und errang die Goldmedaille in derselben Gewichtsklasse. 1934 wurde er erneut Europameister, dieses Mal im Bantamgewicht. 26-mal startete er für die ungarische Nationalmannschaft, und insgesamt errang er vier nationale Titel. Im Jahre seines Olympiasieges wurde er mit dem Ungarischen Verdienstorden ausgezeichnet.
Énekes beging im Januar 1940 in Budapest Selbstmord. Gründe und Umstände sind ungeklärt. Er liegt auf dem Friedhof Kerepesi temető begraben.  Zum Gedenken an ihn wird in Ungarn ein nach ihm benanntes Jugend-Boxturnier abgehalten.
Sein jüngerer Bruder Vilmós Énekes war ebenfalls Boxer und wurde 1937 Europameister im Fliegengewicht.